# Cundall
Cundall är en ort i Storbritannien.   Den ligger i grevskapet North Yorkshire och riksdelen England, i den centrala delen av landet, 300 km norr om huvudstaden London. Cundall ligger 28 meter över havet och antalet invånare är 102.
Terrängen runt Cundall är platt, och sluttar söderut. Runt Cundall är det ganska tätbefolkat, med 120 invånare per kvadratkilometer. Närmaste större samhälle är Ripon, 11,5 km väster om Cundall. Trakten runt Cundall består till största delen av jordbruksmark.